# Ивадзюку (станция)
Станция Ивадзюку (яп. 岩宿駅 Ивадзюку эки) — железнодорожная станция, входит в состав Линии Рёмо, располагающейся в городе Мидори, Префектура Гумма, Япония. Станция располагается в 56,9 километрах от конца линии — станции Ояма. Обслуживается East Japan Railway Company (JR East).

## История
Станция впервые открылась для пассажиров 20 ноября 1889 года. Тогда она называлась «Омама» (яп. 大間々駅). 1 марта 1911 года станцию переименовали в Ивадзюку. Это название она носит до сих пор. Новое здание станции было построено в марте 1936 года. 1 апреля 1987 года станция была включена в сеть JR East, вскоре после приватизации Японской национальной железной дороги.

## Внешний вид
Станция Ивадзюку состоит из односторонней платформы и центральной (островной) платформы, соединенных надземным переходом.

### Платформы
| 1    | ■ Линия Рёмо | до Кирю, Ояма                  |
| 2, 3 | ■ Линия Рёмо | до Исесаки, Маэбаси и Такасаки |

## Соседние станции
| «          | «          | Вид обслуживания | »          | »          |
| Линия Рёмо | Линия Рёмо | Линия Рёмо       | Линия Рёмо | Линия Рёмо |
| ---------- | ---------- | ---------------- | ---------- | ---------- |
| Кирю       | Кирю       | -                | Кунисада   | Кунисада   |

## Рядом со станцией
- Археологический музей Ивадзюку
- Университет Кирю
- Японская национальная трасса 50